# Wolongia guoi
Wolongia guoi is een spinnensoort in de taxonomische indeling van de strekspinnen.
Het dier behoort tot het geslacht Wolongia. De wetenschappelijke naam van de soort werd voor het eerst geldig gepubliceerd in 1997 door Zhu, Kim & Song.